# イタリア合奏団
イタリア合奏団（I Solisti Italiani）は、弦楽器とチェンバロにより構成されるイタリアの室内オーケストラ。

## 概要
ローマ合奏団を創設したレナート・ファザーノが1979年に死去した後、そのメンバーを中心にして総数12名で結成。イ・ムジチと並ぶバロック音楽のエキスパートとして知られた。響きの良さで有名なヴェネツィアのコンタリーニ宮殿で録音したヴィヴァルディの協奏曲集「調和の霊感」は1989年の音楽之友社レコード・アカデミー賞を録音部門で受賞している。ジョヴァンニ・グリエルモ、ブルーノ・サルヴィ等が所属していた。1984年、1999年に来日している。